# 럼퍼드 메달
럼퍼드 메달(Rumford Medal)은 "물리학 분야에서 뛰어난 공헌"을 한 사람에게 왕립학회가 수여하는 상이다. 이 상은 열역학 연구와 왕립연구소 설립으로 유명한 영국 과학자 벤저민 톰프슨 경, 럼퍼드 백작의 이름을 따서 명명되었다. 이 상은 톰프슨이 £1,000를 왕립 학회에 주식으로 양도하고 왕립 학회가 수혜자에게 펀드의 이자를 프리미엄으로 부여하도록 지시한 후 1796년에 만들어졌다. 톰프슨은 1800년에 첫 상을 받았다.
처음에는 같은 다이(die)에 은메달과 금메달 하나씩 두 개의 메달이 수여되었다. 이것은 나중에 금은으로 만든 단일 메달로 대체되었다. 메달에는 £2,000의 상금이 수여된다. 영국 화가 로버트 스미르크(Robert Smirke)가 메달의 독창적인 디자인을 만들었다. 메달의 직경은 3인치(7.62cm)이다. 앞면에는 루크레티우스의 시 사물의 본성에 관하여("Noscere quae vis et causa")의 라틴어 비문으로 둘러싸인 불꽃이 있는 삼각대 제단이 있다. 뒷면에는 라틴어로 "Proemium opttime merenti ex instituto Benj. a Rumford, S.R.I. Comitis: adjudicatum a Reg. Soc. Lond"라는 문구가 새겨져 있다. 장식적인 잎 테두리로 둘러싸여 있다. 이 디자인은 1863년에 중단되었다. 2024년 현재 메달 앞면에는 톰프슨의 초상화가 있고 그 주위에는 라틴 비문 "Beniamin Ab Rvmford S. Rom. Imp. Comes Institvit" ("신성로마제국의 백작 벤자민 럼퍼드(Benjamin Rumford)가 이것을 만들었다.")이라는 문구가 새겨져 있다. 엑서그에 로마 숫자 MDCCXCVI(1796)가 표시되어 있다. 뒷면에는 "Optime In Lvcis Caloqisqve Natvra Exqvirena Merenti Adivdicat Soc: Reg: Lond"("런던 왕립학회는 빛과 열의 본질을 연구하는 데 탁월한 자격이 있는 사람에게 이 상을 수여한다.")라는 라틴어 비문이 있다. 리본으로 묶인 참나무와 월계수 잎으로 만든 화환 안에 새겨져 있다.
영연방 또는 아일랜드 공화국에 3년 이상 거주한 모든 시민 또는 거주자는 메달을 받을 자격이 있다. 메달 후보자는 물리학상 위원회의 추천에 따라 왕립학회 위원회에서 선정된다. 19세기 초에는 적합한 후보자가 없거나 왕립학회협의회의 정치적 고려로 인해 메달이 수여되지 않은 경우가 10번이나 있었다.
메달이 제정된 이후 108명의 과학자에게 메달이 수여되었다. 이 상은 영국 시민이 67회, 프랑스가 14회, 독일이 7회, 네덜란드가 7회, 스웨덴이 4회, 미국이 3회, 이탈리아가 2회, 헝가리가 2회, 호주, 벨기에, 룩셈부르크, 멕시코, 뉴질랜드 시민이 각각 1회 수상했다. 이 메달은 여러 개인에게 두 번 수여되었다. 1896년에는 필리프 레나르트와 빌헬름 콘라트 뢴트겐이, 1918년에는 샤를 파브리와 알프레드 페로가 수상했다. 1800년부터 2018년까지 이 메달은 2년마다 수여되었다. 그 이후로 매년 수여되었다. 가장 최근 수상자는 2024년 영국 물리학자 토니 벨(Tony Bell)이다. 여성 수상자는 영국 학자이자 엔지니어인 폴리나 베이벨(Polina Bayvel)이다.